# Port lotniczy Leskovac
Port lotniczy Leskovac (serb. Аеродром Лесковац lub Aerodrom Leskovac, IATA: LES, ICAO: LYLE) – port lotniczy położony 2.5 kilometra na północ od Leskovaca (Serbia). Używany do celów sportowych.